# بنفشه صخره‌زی
بنفشه صخره‌زی (نام علمی: Viola rupestris) نام یک گونه از سرده بنفشه است. جنس یا سردهٔ بنفشه در ایران ۱۴ گونه گیاه علفی یکساله یا چند ساله دارد.